# 謝啓中
謝啓中（?—?），廣西省臨桂縣人，清朝、民国政治人物、进士出身。

## 生平
光緒三十年，會試第198名；殿試登進士二甲31名，后改庶吉士，授翰林院编修。此后参加同盟会桂林支部。中华民国成立后，担任广西大学堂教员。1921年，孙中山在桂林筹款时居住其家中，謝啓中亦担任筹备处主任。